# Karnauhî (Runivșciîna), Poltava
Karnauhî (în ucraineană Карнаухи) este un sat în comuna Runivșciîna din raionul Poltava, regiunea Poltava, Ucraina.

## Demografie
Componența lingvistică a localității Karnauhî
     Ucraineană (100%)
Conform recensământului din 2001, toată populația localității Karnauhî era vorbitoare de ucraineană (100%).